# 128166 Carora
128166 Carora è un asteroide della fascia principale. Scoperto nel 2003, presenta un'orbita caratterizzata da un semiasse maggiore pari a 3,1323028 UA e da un'eccentricità di 0,0856337, inclinata di 14,39860° rispetto all'eclittica.